# Bellaria-Igea Marina
Bellaria-Igea Marina é uma comuna italiana da região da Emília-Romanha, província de Rimini, com cerca de 15199 habitantes. Estende-se por uma área de 18 km², tendo uma densidade populacional de 844 hab/km². Faz fronteira com Rimini, San Mauro Pascoli (FC).

## Demografia
| Variação demográfica do município entre 1861 e 2011                               |
|                                                                                   |
| Fonte: Istituto Nazionale di Statistica (ISTAT) - Elaboração gráfica da Wikipedia |